# Lise Koch
Henny Lise Koch (7. september 1938 i Aarhus – 29. februar 2004) er en tidligere dansk rekordholder i spydkast og landsholdspiller i håndbold. 
Koch var medlem af Skovbakken (-1962), Frederiksberg IF (1963-1968) og Trongårdens IF (1969-). 
Hun vandt seks danske mesterskaber i spydkast. Hendes bedste resultat, som også var dansk rekord, er 60,22 som hun kastede 1960. Hun nåede en 18. plads i OL-finalen 1960 i Rom og deltog i Europamesterskabet 1958 i Stockholm, hvor hun kastede 41,60. 
Koch spillede også håndbold i Skovbakken og vandt som håndboldspiller sølv ved verdensmesterskaberne 1962 i Rumænien. 

## Internationale mesterskaber
- 1960 OL Spydkast 18.plads 43.01
- 1958 EM Spydkast 41,60

## Danske mesterskaber
- Sølv 1963  Spydkast 39,94
- Guld 1962  Spydkast 44,09
- Guld 1961  Spydkast 43,84
- Guld 1960  Spydkast 46,81
- Guld 1959  Spydkast 42,57
- Guld 1958  Spydkast 46,87
- Guld 1957  Spydkast 40,98
- Sølv 1956  Spydkast 36,86

## Danske rekorder
- Spydkast: 50,22 Århus Stadion 21. juni 1960